# Eliza Bennett
Eliza Hope Bennett (Reading, Berkshire, 17 de marzo de 1992) es una actriz y cantante británica. Es conocida principalmente por sus papeles como Meggie Folchart en la película Corazón de tinta, Tora en la película La niñera mágica, Susan en From Time to Time, Holly Manson en el musical de West End Loserville y Jules en la serie de televisión de MTV Sweet/Vicious. En 2019, formó parte del elenco recurrente de la serie de comedia de ABC The Conners, como Odessa.

## Primeros años
Bennett nació en Reading (Berkshire, Inglaterra) en 1992. Se crio en esa ciudad con su hermano mayor y su hermana, y asistió a la Leighton Park School entre 2002 y 2009.
Desde 2016 hasta 2017 protagonizó la serie de televisión de MTV Sweet/Vicious.
En 2019, estrenó su primer sencillo como solista, «Stole Me».

## Filmografía
| Año     | Título                   | Rol               | Notas                                              |
| ------- | ------------------------ | ----------------- | -------------------------------------------------- |
| 2004    | El príncipe y yo         | Princesa Arabella |                                                    |
| 2005    | Nanny McPhee             | Tora Brown        |                                                    |
| 2005    | Supernova                | Haley Richardson  | Película para televisión                           |
| 2006    | Agatha Christie's Marple | Nora Johnson      |                                                    |
| 2007    | The Contractor           | Emily Day         |                                                    |
| 2008    | Corazón de tinta         | Meggie Folchart   | Acreditada como Eliza Hope Bennett                 |
| 2009    | From Time to Time        | Susan             |                                                    |
| 2009    | Perfect Life             | Joven Anne        |                                                    |
| 2010    | F                        | Kate Anderson     |                                                    |
| 2011    | Roadkill                 | Hailey            |                                                    |
| 2012    | Grimm's Snow White       | Snow White        |                                                    |
| 2012    | Confine                  | Kayleigh          |                                                    |
| 2013    | The Midnight Beast       | Amy               |                                                    |
| 2014    | BBC Comedy Feeds         | Sofie             |                                                    |
| 2014    | Plebs                    | Ambrosia          | Episodio: "The Election"                           |
| 2015    | H8RZ                     | Brittany          |                                                    |
| 2015    | Strike Back              | Chloe             |                                                    |
| 2015    | Valentines Kiss          | Lily              | Película para televisión                           |
| 2015    | Broadchurch              | Lisa Newbery      | Segunda temporada                                  |
| 2016    | Grantchester             | Kitty Lawson      | Segunda temporada                                  |
| 2016-17 | Sweet/Vicious            | Jules             | Protagonista                                       |
| 2019    | This Is Us               | Miss Cunningham   | Episodio: "The Graduates"                          |
| 2019    | The Conners              | Odessa            | Recurrente                                         |
| 2021-22 | Dynasty                  | Amanda Carrington | Recurrente, Temporada 4; Protagonista, Temporada 5 |

### Videos musicales
| Año  | Título                                             | Artista                                   | Rol        | Director      |
| ---- | -------------------------------------------------- | ----------------------------------------- | ---------- | ------------- |
| 2018 | "SAME DRUGS (Chance The Rapper Acoustic Cover)"    | Eliza Bennett, Titus Makin & Aaron Kellim | Ella Misma | Eliza Bennett |
| 2018 | "THE WAY YOU MAKE ME FEEL (Michael Jackson Cover)" | Eliza Bennett & Ted Moock                 | Ella Misma | Mark Reininga |
| 2018 | "Me"                                               | Laura Marano                              | Cameo      | Cole Walliser |

## Premios y nominaciones
| Año  | Premio                              | Categoría | Trabajo      | Resultado |
| ---- | ----------------------------------- | --- | ------------ | --------- |
| 2007 | Young Artist Award                  | Mejor Elenco Joven (Compartido con Thomas Sangster, Raphaël Coleman, Jennifer Rae Daykin, Holly Gibbs & Samuel Honywood) | Nanny McPhee | Nominada  |
| 2012 | Broadwayworld West End Awards       | Mejor Actriz en un Musical                                                                                               | Loserville   | Nominada  |
| 2012 | Wild Rose Independent Film Festival | Mejor Actriz Secundaria                                                                                                  | Confine      | Nominada  |
| 2013 | CYIFF                               | Mejor Actriz | Confine      | Ganadora  |